# Stepanovit
Stepanovit ist ein sehr selten vorkommendes Mineral aus der Mineralklasse der „Organischen Verbindungen“. Es kristallisiert im trigonalen Kristallsystem mit der chemischen Formel NaMgFe(C2O4)3·9H2O, ist also chemisch gesehen ein kristallwasserhaltiges Natrium-Magnesium-Eisen-Oxalat.
Stepanovit von der Typlokalität findet sich in dünnen Gängchen in Braunkohle, die aus xenomorphen körnigen Aggregaten und dünnen massiven Gängchen sowie sehr selten aus isometrischen, etwa 0,05 mm großen Kristallen bestehen.
Das Mineral stammt aus der Braunkohlenlagerstätte „Tyllakh“ im Ästuar des Flusses Lena am linken Ufer des Olenekskaya-Kanals nahe dessen Mündung, Republik Sacha (Jakutien), Föderationskreis Ferner Osten in Sibirien, Russland.

## Etymologie und Geschichte
Als Entdecker des Stepanovites gilt der russische Mineraloge P. I. Glushinsky, der das Mineral im Jahre 1942 gefunden hatte. Im Jahre 1949 geborgene Stufen wurden durch Jewgeni Iwanowitsch Nefedow untersucht. Zusammen mit V. A. Mokievskii veröffentlichte er im Jahre 1953 eine kurze Beschreibung des Minerals. Eine detailliertere Beschreibung präsentierten die russischen Mineralogen Juri N. Knipowitsch, Aleksandr Ivanovich Komkov und Jewgeni Iwanowitsch Nefedow im Jahre 1963. Nefedow und Mokievskii benannten das Mineral nach dem russischen Spezialisten für Kohlengeologie Pawel Iwanowitsch Stepanow (1880–1947) vom Allrussischen Geologischen Forschungsinstitut (WSEGEI) Alexander Petrowitsch Karpinski (WSEGEI) in Leningrad (St. Petersburg) und am Institut für Geowissenschaften in Moskau.
Nach diesen Veröffentlichungen wurde über das neue Mineral wenig publiziert, auch ist die Kristallstruktur des Stepanovits nie beschrieben worden. Erst im Jahre 2016, als sich herausstellte, dass das Mineral strukturelle Ähnlichkeiten mit künstlich hergestellten metallorganischen Gerüsten (englisch: metal-organic frameworks, MOFs), die man als magnetische und protonenleitfähige Metalloxalate kennt, aufweist, kam es zu einer nochmaligen Untersuchung von Stepanovit (und dem chemisch eng verwandten Zhemchuzhnikovit). In deren Verlauf wurden die Angaben zu den physikalischen und kristallographischen Eigenschaften des Minerals überprüft und die Struktur des Minerals geklärt.
Das Typmaterial für Stepanovit wird unter der Katalog-Nr. 1659/1 in der Sammlung des Bergbauinstituts (Mining Institut) in St. Petersburg, Russland, aufbewahrt.

## Klassifikation
In der mittlerweile veralteten, aber noch gebräuchlichen 8. Auflage der Mineralsystematik nach Strunz gehörte der Stepanovit zur Mineralklasse der „Organischen Verbindungen“ und dort zur Abteilung der „Salze organischer Säuren“, wo er zusammen mit Caoxit, Coskrenit-(Ce), Glushinskit, Humboldtin, Levinsonit-(Y), Lindbergit, Minguzzit, Moolooit, Natroxalat, Novgorodovait, Oxammit, Weddellit, Wheatleyit, Whewellit, Zhemchuzhnikovit und Zugshunstit-(Ce) die eigenständige „Gruppe der Oxalate“ mit der System-Nr. IX/A.01 bildete.
Die seit 2001 gültige und von der International Mineralogical Association (IMA) verwendete 9. Auflage der Strunz’schen Mineralsystematik ordnet den Stepanovit ebenfalls in die Klasse der „Organischen Verbindungen“ und dort in die Abteilung der „Salze von organischen Säuren“ ein. Diese Abteilung ist allerdings weiter unterteilt nach der Art der salzbildenden Säure, so dass das Mineral entsprechend seiner Zusammensetzung in der Unterabteilung „Oxalate“ zu finden ist, wo es als einziges Mitglied die unbenannte Gruppe 10.AB.20 bildet.
Auch die vorwiegend im englischen Sprachraum gebräuchliche Systematik der Minerale nach Dana ordnet den Stepanovit in die Klasse der „Organische Minerale“ und dort in die gleichnamige Abteilung ein. Hier ist er mit Zhemchuzhnikovit in der „Stepanovitgruppe“ mit der System-Nr. 50.01.07 innerhalb der Unterabteilung „Salze organischer Säuren (Oxalate)“ zu finden.

## Chemismus
Mittelwerte aus Analysen an Stepanovit führten zu Gehalten von 4,48 % Na, 4,68 % Mg, 10,78 % Fe3+, 50,36 % C2O4 und 29,73 % H2O. Die vereinfachte chemische Formel für Stepanovit wurde mit NaMgFe3+(C2O4)3·8,5H2O angegeben, was 4,42 % Na, 4,67 % Mg, 10,73 % Fe3+, 50,75 % C2O4 und 29,43 % H2O erfordert. Die Formel wurde zu NaMgFe(C2O4)3·9H2O aktualisiert.

## Kristallstruktur
Stepanovit kristallisiert trigonal in der Raumgruppe R3c (Raumgruppen-Nr. 161) mit den Gitterparametern a = 9,8367 Å und c = 36,902 Å sowie sechs Formeleinheiten pro Elementarzelle.
Die Struktur des Stepanovits besteht aus anionischen bienenwabenartigen [NaFe(C2O4)3]2−-Schichten, wobei jede Schicht Öffnungen (Aperturen) von ≈ 0,9 nm Durchmesser aufweist. Die Hohlräume einer jeden Schicht werden von Mg(H2O)62+, welche über Wasserstoffbrückenbindungen mit den die Poren auskleidenden Oxalatgruppen verknüpft sind, besetzt. In jeder Schicht nehmen Fe3+ und Na+ oktaedrisch koordinierte Umgebungen von entgegengesetzter Chiralität (Enantiomorphie) an. Die Schichten sind durch Wassermoleküle voneinander getrennt, von denen jedes vier Wasserstoffbrückenbindungen ausbildet: zwei als Donator gegenüber den Oxalationen in benachbarten Schichten und zwei als Akzeptor gegenüber dem Gastmolekül Mg(H2O)62+ in den benachbarten Schichten. Die Wasserstoffbrückenbindungen um jedes Wassermolekül bilden ein Tetraeder, welches in der kristallographischen c-Richtung [001] gestreckt ist.
Künstlich hergestellte MOF bestehen aus offenen [MIMIII(C2O4)3]2−-Gerüststrukturen mit drei- oder zweidimensionaler Netz-Topologie (Honigwabentopologie), einwertigen (MI; z. B. Li+ oder Na+) und dreiwertigen (MIII; z. B. Cr3+ oder Fe3+) Kationen als Netzwerkknoten sowie zweiwertigen Kationen, die in den Netzwerkhohlräumen zurückgehalten werden. Neuerdings sind ähnliche Metall-Oxalat-Strukturen, die auf Zink oder anderen Übergangsmetallen basieren, als ferromagnetische und/oder protonenleitende Materialien interessant geworden.

## Eigenschaften

### Morphologie
Stepanovit bildet in dünnen Gängchen in Braunkohle xenomorphe körnige Aggregate, dünne massive Gängchen sowie sehr selten auch isometrische, etwa 0,05 mm große Kristalle. Synthetische Kristalle sind rhomboedrisch oder hexagonal-prismatisch. Tragende Formen sind die Rhomboeder {0112} und {1014}, die Kristalltracht wird durch das Basispinakoid {0001}, das Prisma {1120} und {5142} komplettiert. Synthetische Kristalle können nach {0001} verzwillingt sein.

### Physikalische und chemische Eigenschaften
Die Kristalle und Aggregate des Stepanovits sind grünlichgelb bis grün. Die Strichfarbe wird nicht angegeben, jedoch sollte die Pulverfarbe der grünen bis gelbgrünen Kristalle ein grünstichiges Weiß sein. Die Oberflächen der durchsichtigen Kristalle zeigen einen deutlichen glasartigen Glanz. Stepanovit besitzt eine sehr niedrige bis niedrige Lichtbrechung und sehr hohe Doppelbrechung.
Das Mineral zeigt keine Spaltbarkeit, bricht aber ähnlich wie Amblygonit, wobei die Bruchflächen uneben ausgebildet sind. Stepanovit besitzt eine Mohshärte von 2 und gehört damit zu den weichen Mineralen, die sich wie das Referenzmineral Gips mit dem Fingernagel ritzen lassen. Die gemessene Dichte für Stepanovit beträgt 1,69 g/cm³, die berechnete Dichte ebenfalls 1,69 g/cm³.
Stepanovit ist schwer schmelzbar. In Wasser ist er dagegen leicht löslich und aus der Lösung rekristallisierbar. Der pH-Wert der Lösung beträgt 5,22.

## Bildung und Fundorte
Als sehr seltene Mineralbildung konnte Stepanovit bisher (Stand 2016) nur von drei Fundpunkten beschrieben werden. Seine Typlokalität ist die Braunkohlenlagerstätte „Tyllakh“ im Ästuar des Flusses Lena am linken Ufer des Olenekskaya-Kanals nahe dessen Mündung, ehemaliger Okrug Bulunski, Föderationssubjekt Republik Sacha (Jakutien), Föderationskreis Ferner Osten in Sibirien, Russland. Das Typmaterial besteht aus mit Ethansäure gesättigtem Lignit. Begleitminerale sind Calcit und Dolomit, weitere natürliche Salze organischer Säuren wie z. B. Oxalate (Whewellit, Weddellit und Glushinskit) sowie unbestimmte Acetate.
Der zweite Fundort ist die 200 km südlich des Ästuars des Flusses Lena liegenden Braunkohlenlagerstätte „Chai-Tumus“ (Tschaitumususk), wo Stepanovit in mit natürlicher Ethansäure gesättigtem Lignit auftritt und unter anderem von Zhemchuzhnikovit begleitet wird.
Als dritter Fundort wird Norilsk auf der Taimyrhalbinsel, Putorana-Plateau, Taimyrski (Dolgano-Nenezki) Rajon, Föderationssubjekt Region Krasnojarsk, ebenfalls in Russland, angegeben – allerdings ohne genauere Angaben, aus welchem Teil der gigantischen Lagerstätte das Mineral stammt.

## Verwendung
Stepanovit ist aufgrund seiner Seltenheit bislang lediglich für Mineralsammler interessant gewesen. Da die Strukturen von Stepanovit (und Zhemchuzhnikovit) mit ihren fast nanometerweiten Öffnungen und Kanälen und ihrem porösen Aufbau aber den von synthetisch erzeugten MOFs entsprechen, hofft man nun, weitere MOF-artige Kristalle in der Natur zu finden, die häufiger vorkommen als die untersuchten Minerale Zhemchuzhnikovit und Stepanovit und deshalb industriell genutzt werden können.
Die metallorganischen Gerüststrukturen (MOF) stellen begehrte Materialien dar, wenn es darum geht, Gase (wie Wasserstoff und Kohlenstoffdioxid) zu speichern und zu transportieren sowie gasförmige Gemische zu trennen oder zu katalysieren. MOFs können effizient Wasserstoff einlagern und wieder abgeben. Auch als Filtermaterial für die Abscheidung von Kohlenstoffdioxid wurden sie getestet. Aufgrund ihres porösen Aufbaus mit großen Oberflächen von bis zu 4500 m² pro Gramm könnten MOF auch als effiziente Katalysatoren interessant werden.